# 안양군
안양군 이항(安陽君 李㤚, 1480년 3월 29일(음력 2월 19일) ~ 1505년 7월 15일(음력 6월 15일))은 조선의 왕족으로, 성종의 3남이자 서차남이다. 어머니는 귀인 정씨이다. 시호는 공회(恭懷)이다.

## 생애
성종의 서자이자, 3남으로 생모는 귀인 정씨(貴人 鄭氏)이다. 정부인은 영응대군의 외손녀인 면천군부인 능성 구씨(沔川郡夫人 綾城 具氏)이다. 연산군이 생모인 폐비 윤씨 사건의 원인이 성종의 후궁인 정씨와 엄씨의 참소에 있다고 판단하여 사건의 처리과정에서 봉안군(鳳安君) 이봉과 안양군을 이에 연루시켰다. 연산군은 봉안군과 안양군에게 생모 정씨를 때리도록 하였는데, 봉안군은 자기 어머니인 줄을 알고 있었으나, 안양군은 누구인지도 모르고 때릴 정도로 우둔하였다. 연산군은 다음날 어머니를 때린 것에 대한 상으로 안양군에게 말을 한 필 내렸다. 며칠 뒤 연산군은 안양군을 제천으로 유배보내고 가산을 몰수하였고 폐비 윤씨 사건 당시 나이가 어려 일을 알지 못하였을 것이니 더 이상 죄를 묻지 말라고 하였다. 그러나 이듬해인 1505년 안양군은 사약을 받고 죽었으며 그 처첩은 다른 종친에게로 들어갔다.

## 사후
묘는 부인 능성 구씨와의 합장묘이며, 묘역은 양주에 있었던 것을 고종 32년(1895) 석물과 함께 경기도 군포시 산본동 산27번지로 이장하였다. 봉분 앞에는 제물을 놓고 제사를 지내기 위한 상석이 있고, 그 앞에 불을 밝히기 위한 장명등이 있다. 좌우로는 멀리서도 무덤이 있음을 알 수 있게 해주는 망주석과 문인석 등의 석물이 갖추어져 있다. 묘역 앞에는 신종묵이 글을 짓고, 이일형이 글씨를 쓴 신도비(神道碑:왕이나 고관 등의 평생업적을 기리기 위해 무덤 근처 길가에 세운 비)가 세워져 있다. 1990년 4월 30일 경기도의 기념물 제122호로 지정되었다.

## 가족 관계
- 조부 : 덕종(德宗, 1438~1457)
- 조모 : 소혜왕후 한씨(昭惠王后 韓氏, 1437~1504)
  - 아버지 : 성종(成宗, 1457~1494)
- 외조부 : 정인석(鄭仁石, 1424~1504)
- 외조모 : 미상
  - 어머니 : 귀인 정씨(貴人 鄭氏, ?~1504)
    - 남동생 : 봉안군 봉(鳳安君 㦀, 1482~1505)
    - 여동생 : 정혜옹주 승복(靜惠翁主 承福, 1490~1507)
    - 정부인 : 면천군부인 능성 구씨(沔川郡夫人 綾城 具氏, 1480~1556) - 구수영과 세종의 손녀 길안현주의 딸
      - 장녀 : 덕수 이씨 참봉(參奉) 이사제(李思齊)에게 출가

    - 측실 : 노비 주이(朱伊) 
      - 장남 : 이억수(李億壽)
      - 자부 : 판서(判書) 안우하(安友夏)의 딸 순흥 안씨
      - 자부 : 호군(護軍) 정서량(鄭恕良)의 딸 연일 정씨
        - 손녀 : 이춘복(李春福, 1531 ~ ?) - 문화 류씨 류복(柳馥)에게 출가
        - 손자 : 덕성부수 이귀인(德城副守 李貴仁, 1534 ~ ?)
        - 손자 : 덕풍부수 이귀의(德豊副守 李貴義, 1536 ~ ?)
        - 손자 : 덕녕부수 이귀례(德寧副守 李貴禮, 1538 ~ ?)

      - 자부(측실) : 노비 복향(禮香)
        - 서손자 : 화랑부령 이귀남(火郞副令 李貴南, 1520 ~ ?)

      - 자부(측실) : 이름 미상
        - 서손녀 : 류탕(柳宕)에게 출가

      - 자부(측실) : 이름 미상
        - 서손녀 : 이칭복(李稱福) - 정사충(鄭思忠)에게 출가

      - 자부(측실) : 이름 미상
        - 서손녀 : 이복지(李福只) - 신숭복(辛崇福)에게 출가

    - 측실 : 이름 미상
      - 차녀(서장녀) : 이예일(李禮一) - 경주 이씨 이윤영(李允榮)에게 출가

    - 측실 : 이름 미상
      - 3녀(서차녀) : 원주 원씨 원팽로(元彭老)에게 출가

## 관련 작품

### 드라마
- 《인수대비》 (JTBC, 2011년~2012년 배우:재형)